# Dragomirești, Dâmbovița
Dragomirești là một xã thuộc hạt Dâmbovița, România. Dân số thời điểm năm 2002 là 8293 người.